# Brady Heslip
Brady Heslip (nacido el 19 de julio de 1990 en Oakville, Ontario) es un exjugador de baloncesto canadiense. Con 1.88 metros de estatura, jugaba en la posición de alero.

## Profesional
Jugador formado en los Baylor Bears, realizó unos grandes números en la D-League en las filas del Reno Bighorns. Heslip jugó a lo largo de la temporada (2014-2015), aunque con vinculaciones con los Timberwolves de la NBA, en el Reno Bighorns, donde promedió unos destacados 24.5 puntos y 2.0 rebotes por partido.
En enero de 2015, Heslip sonó con fuerza como posible rumor del Laboral Kutxa, pero finalmente fichó por el Igokea, con el que ganó la liga y la copa de la liga Bosnia.
En verano de 2015, firma con el Pallacanestro Cantù.

## Internacionalidades
Brady es internacional absoluto con Canadá.